# Eugénie (Beaumarchais)

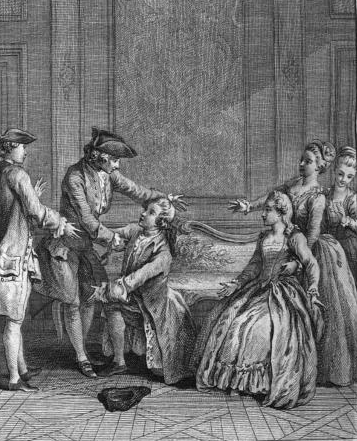
Scena del quinto atto del dramma

Eugénie è un dramma in prosa di cinque atti di Pierre-Augustin Caron de Beaumarchais, interpretato per la prima volta il 29 gennaio 1767 alla Comédie-Française. La trama fu ispirata da un vero incidente che colpì la sorella di Beaumarchais.

## Storia
La première di Eugénie fu ritardata per qualche tempo dalla malattia di una delle sue star, Préville, che avrebbe interpretato il ruolo del barone. L'accoglienza del pubblico è stata tiepida, evidentemente a causa della lunga durata della rappresentazione, nonostante tutto il chiacchierare che aveva suscitato nei giorni precedenti la première. Beaumarchais e il cast hanno trascorso i due giorni successivi a rivedere la sceneggiatura e il risultato ha portato a un successo maggiore. Fino alla première de Il barbiere di Siviglia diversi anni dopo, Eugénie era la commedia più famosa di Beaumarchais. Fu adattata in inglese da Elizabeth Griffith come The School for Rakes nel 1769 — una traduzione diretta era difficile da realizzare poiché Beaumarchais, nonostante ambientasse la storia in Inghilterra, dimostrò una scarsa comprensione della cultura e della legge britanniche.

## Trama

### Atto primo
Eugénie e sua zia, la signora Murer, sono venute a Londra dal loro nativo Galles. Sono accompagnate dal padre di Eugénie, il barone Hartley, che crede che le donne siano in città per alcuni affari. Di fatto Eugénie ha segretamente sposato il conte di Clarendon ed è venuto a trovarlo; abitano in una piccola casa del conte, vicino al suo palazzo. Eugénie è sgomenta per il fatto che il conte fosse fuori città nonostante fosse a conoscenza della sua visita. La signora Murer - che è l'unico membro della famiglia di Eugénie che conosce del matrimonio - cerca di rassicurare Eugénie che i nobili come il conte hanno semplicemente una vita piena di impegni (è da notare che la sceneggiatura indica spesso che il padre di Eugénie, il barone, non è un nobile). Eugénie è molto preoccupata perché è incinta e non ha ancora raccontato a suo padre del matrimonio, a causa dell'insistenza di Madame Murer e del conte che sarebbe stato meglio tacere il segreto. Il barone ha persino incominciato a preparare un matrimonio con un vecchio militare di nome Cowerly.
Alla fine il conte arriva da Eugénie. Il suo cameriere, Drink, si prepara ad annunciarlo, ma rimprovera il suo padrone: Drink sa che il matrimonio del conte con Eugénie non era valido ed era una farsa. Inoltre, il conte si prepara a sposare qualcun'altra molto presto. Il conte si lamenta che anche un altro dei suoi servi, il suo Steward che ha fatto finta di essere il ministro al suo matrimonio fraudolento, prova rammarico e probabilmente tenterà di scrivere a Madame Murer per raccontarle la verità. Dice a Drink di assicurarsi di controllare la posta ricevuta a casa e di trattenere qualsiasi cosa che possa sembrare compromettente. Durante un monologo il conte ammette di amare veramente Eugénie ma è stato costretto da suo zio a sposare un'altra donna; è così terrorizzato da suo zio e si vergogna così tanto del proprio comportamento che non riesce a confessare ciò che ha fatto.
Quando Eugénie e Madame Murer salutano finalmente il conte, Eugénie chiede perché sia andato via; il conte risponde con varie bugie che placano Eugénie. Entra il barone e dopo aver incontrato il conte si congratula con lui per il suo imminente matrimonio con Lady Winchester, figlia del duca di Winchester. Eugénie e Madame Murer sono inorridite da questa notizia, ma il conte di Clarendon le rassicura che queste sono solo voci che circolano. Le signore si ritirano e i due uomini escono insieme.

### Atto secondo
Più tardi, il conte ritorna da solo in casa per parlare con Drink: lo istruisce affinché nessuno venga a visitare Eugénie o la sua famiglia fino al termine del suo matrimonio, in particolare l'amico del barone il capitano Cowerly. Nel frattempo, Drink ha intercettato la lettera dell'amministratore e l'ha nascosta. Una volta che le donne sono sole, Drink dà loro il resto della posta, che include la notizia che il fratello di Eugénie, Sir Charles, un ufficiale dell'esercito, è stato in duello con il suo colonnello; il colonnello ha perso dopo essere stato disarmato, ma ora sta cercando di far assassinare Charles. Eugénie si preoccupa per suo fratello e dà la notizia a suo padre. Poco dopo il capitano Cowerly entra in casa, lamentandosi del fatto che i domestici insistono sul fatto che nessuno era a casa e che ha dovuto farsi strada. Dopo essere stato accolto, Cowerly chiede dove si trova Sir Charles. Il barone e la signora Murer sono sorpresi di sapere dei problemi di Sir Charles e Cowerly spiega che non solo ha già parlato con Charles a Londra, ma in realtà aveva ipotizzato che il motivo della visita della famiglia fosse dovuto al fatto che Charles era lì. A poco a poco la conversazione vira sul conte e Cowerly rivela che la famiglia si trova nella piccola casa dove il conte organizza dei baccanali e conferma che il conte sta per sposarsi con qualcun'altra. Eugénie sviene alla notizia e viene portata via da sua zia.

### Atto terzo
Più tardi, il barone va a confortare Eugénie. Eugénie decide di non nascondere più la verità a suo padre e gli ammette di aver sposato segretamente il conte. Il barone è indignato da questa notizia; proprio quando incomincia a calmarsi, la signora Murer entra e lo rimprovera per il suo comportamento. Il barone, nel frattempo, sostiene che il conte è un donnaiolo senza cuore ma solo quando Eugénie finalmente rivela di essere già incinta che il barone è costretto a dare la sua benedizione al matrimonio; ma sia lui sia Eugénie rimangono confusi sul perché tutti sembrano pensare che il conte sposerà qualcun'altra se è già sposato con Eugénie. Decidono di chiedere a Drink cosa sta succedendo. Quando viene chiamato Drink, il barone lo afferra per la gola e chiede risposte; Drink è così spaventato e confuso che pensa erroneamente che questi già siano a conoscenza della natura fraudolenta del matrimonio tra il conte e Eugénie e finisce per consegnare loro la lettera dell'amministratore poiché crede che loro ne conoscano già il contenuto. Eugénie e Madame Murer sono inorridite quando apprendono la verità, e il barone è fuori di sé per lo sdegno; afferma che rinnegherà Eugénie e si precipiterà via. Eugénie chiede piangendo a sua zia di andare via da Londra, ma la signora Murer insiste che dovrebbe incontrare ancora una volta il conte - il suo piano è quello di chiamare un prete e armare i servi.

### Atto quarto
Quando il conte arriva su richiesta della signora Murer, porta con sé un compagno che aveva salvato da un attacco in strada - si scopre che quest'uomo è il fratello di Eugénie, Sir Charles. Quando la signora Murer e i domestici cercano di tendere un'imboscata al conte, Sir Charles - sentendosi in debito per l'aiuto del conte nei suoi confronti - viene in sua difesa e permette al conte di scappare; tuttavia, Sir Charles si aspetta di duellare con il conte in seguito per risolvere onorevolmente la questione del matrimonio di Eugénie. Eugénie è sotto shock per tutto l'incidente e alla fine viene portata a letto, mentre Sir Charles giura che la vendicherà.

### Atto quinto
L'atto finale è ambientato alle prime ore dell'alba. La famiglia è rimasta sveglia tutta la notte a preoccuparsi delle condizioni di Eugénie, e sembrano persino temere che possa morire per il dolore. A un certo punto Eugénie esce fuori dalla sua stanza, in uno stato precario, per cercare di convincere Sir Charles a non duellare con il conte - insiste sul fatto che preferirebbe essere conosciuta come una "miserabile" piuttosto che vedere il conte ferito. Charles non la ascolta e parte per duellare con il conte: ritorna quasi immediatamente, lamentandosi che quando ha provato a combattere il conte, la sua spada si è frantumata e il conte è fuggito. Tutti presumono che il conte sia scappato per portare a termine questo matrimonio con Lady Winchester. Più tardi, con loro sorpresa, il conte entra in casa e si lancia ai piedi di Eugénie: dichiara di amarla e ha fatto tutto il possibile per sistemare le cose, incluso ammettere a suo zio tutto ciò che ha fatto, e annullando l'altro matrimonio. Inizialmente Eugénie sembra essere così vicina alla morte che non lo ha nemmeno ascoltato, ma alla fine raccoglie con "i pochi frammenti di energia che le rimangono" per rispondere con un rifiuto alla sua offerta di matrimonio: è stata maltrattata troppo per poterlo perdonare. Il conte supplica e cerca di convincere il barone o la signora Murer a sostenerlo, ma si schierano dalla parte di Eugénie. Alla fine il conte pronuncia un discorso entusiasmante in cui sostiene che, se Eugénie non lo sposerà per sé stessa, almeno dovrebbe sposarlo per il bene del loro bambino. Questa argomentazione spinge il barone e accetta di concedere Eugénie al conte; a questa notizia l'atteggiamento (e la salute) di Eugénie cambiano in meglio e accetta volentieri la mano del conte.